# Château fort de Lanvaux
Le château fort de Lanvaux est un édifice situé à Brandivy, en France.

## Localisation
Le château fort est situé sur le territoire de la commune de Brandivy, au lieu-dit l'étang de la Forêt, dans le département du Morbihan en région Bretagne.

## Description
Vestiges, mauvais état.

## Historique
Château fort du Xe siècle ou du XIe siècle des barons de Lanvaux. Détruit au  XIIIe siècle après la révolte d'Olivier de Lanvaux contre le duc Jean Ier de Bretagne en 1237. Reconstruit après 1485 par Louis, duc de Rohan. Détruit après les guerres de la Ligue (fin du XVIe siècle ou début du XVIIe siècle). Subsistent la motte castrale, les fossés (nord et ouest), quelques substructions à l'est.
Le château fort est mentionné à l'Inventaire général du patrimoine culturel.